# Pseudabutilon nigropunctulatum
Pseudabutilon nigropunctulatum är en malvaväxtart som först beskrevs av Oskar Eberhard Ulbrich, och fick sitt nu gällande namn av R. E. Fries. Pseudabutilon nigropunctulatum ingår i släktet Pseudabutilon och familjen malvaväxter. Inga underarter finns listade i Catalogue of Life.